# Elementele perioadei 6
Un element din perioada 6 este unul dintre elementele chimice din al șaselea rând (sau perioadă ) din tabelul periodic al elementelor, incluzând lantanidele . 
Tabelul periodic este reprezentat în rânduri pentru a ilustra tendințele recurente (periodice) ale comportamentului chimic al elementelor, pe măsură ce numărul lor atomic crește: un nou rând începe atunci când comportamentul chimic începe să se repete, ceea ce înseamnă că elementele cu comportament similar cad în același coloane verticale. 
A șasea perioadă conține 32 de elemente, legate cel mai mult cu perioada 7, începând cu cesiu și terminând cu radon . Plumbul este în prezent ultimul element stabil; toate elementele ulterioare sunt radioactive . Pentru bismut, însă, singurul său izotop primordial, 209 Bi, are un timp de înjumătățire de peste 10-19 ani, de peste un miliard de ori mai mare decât vârsta actuală a universului . De regulă, elementele din perioada 6 își completează mai întâi straturile 6s, apoi 4f, 5d și 6p, în această ordine; cu toate acestea, există excepții, cum ar fi aurul .